# Ulica Bolesława Limanowskiego w Krakowie
Ulica Bolesława Limanowskiego – ulica w Krakowie. Główna, a jednocześnie należąca do najstarszych ulic dzielnicy XIII Podgórze. Stanowi fragment głównej arterii Starego Podgórza, którą jest ciąg ulic Limanowskiego-Kalwaryjska przedzielony pierzeją Rynku Podgórskiego. Biegnie jako przedłużenie ulicy Kalwaryjskiej (i fragmentu jezdni będącego częścią Rynku Podgórskiego) do ulicy Wielickiej.

## Historia
Wytyczona w pierwszej fazie rozwoju miasta (Wolne Królewskie Miasto Podgórze), pod koniec XVIII w. (w roku 1787) i określona jako trakt solny (droga w kierunku Wieliczki i Bochni).
Pierwotnie nosiła nazwę ul. Lwowskiej, bowiem stanowiła trasę wylotową na wschód, poprzez Wieliczkę i Tarnów do Lwowa.
Nazwę na obecną ustanowiono w 1935 roku na cześć Bolesława Limanowskiego, który  w latach 1909–1919 mieszkał w Krakowie.

## Ważniejsze budynki
- Gmach Ratusza wzniesiony w latach 1844-54 w stylu historyzmu z elementami baroku
- Budynek Gimnazjum nr 35 wybudowany w 1904 roku, według projektu Zygmunta Luchsa, w którego stylu mieszają się historyzm i neoklasycyzm z wyraźnymi wpływami modernizmu. Fronton budynku to jedno z kilku miejsc w Podgórzu, gdzie dostrzec możemy herb dawnego miasta Podgórze. Na dziedzińcu szkoły znajduje się jeden z dwóch ocalałych fragmentów murów krakowskiego getta[1]. Popularne nazwy szkoły to „Szkoła pod Benedyktem”, „Szkoła pod Bogiem Ojcem” ze względu na sąsiedztwo Fortu św. Benedykta i Figury Boga Ojca z XIX wieku, kilkukrotnie przenoszonej[2]
- Przy Limanowskiego 13 znajdowało się pierwsze powstałe w Krakowie muzeum dzielnicy – otwarte w roku 2003. To Dom Historii Podgórza w Krakowie, w którym gromadzone są pamiątki i archiwalia związane z historią Podgórza, zaś obok w tej samej bramie znajduje się najstarsza w Podgórzu galeria – Galeria Rękawka[3].

## Galeria

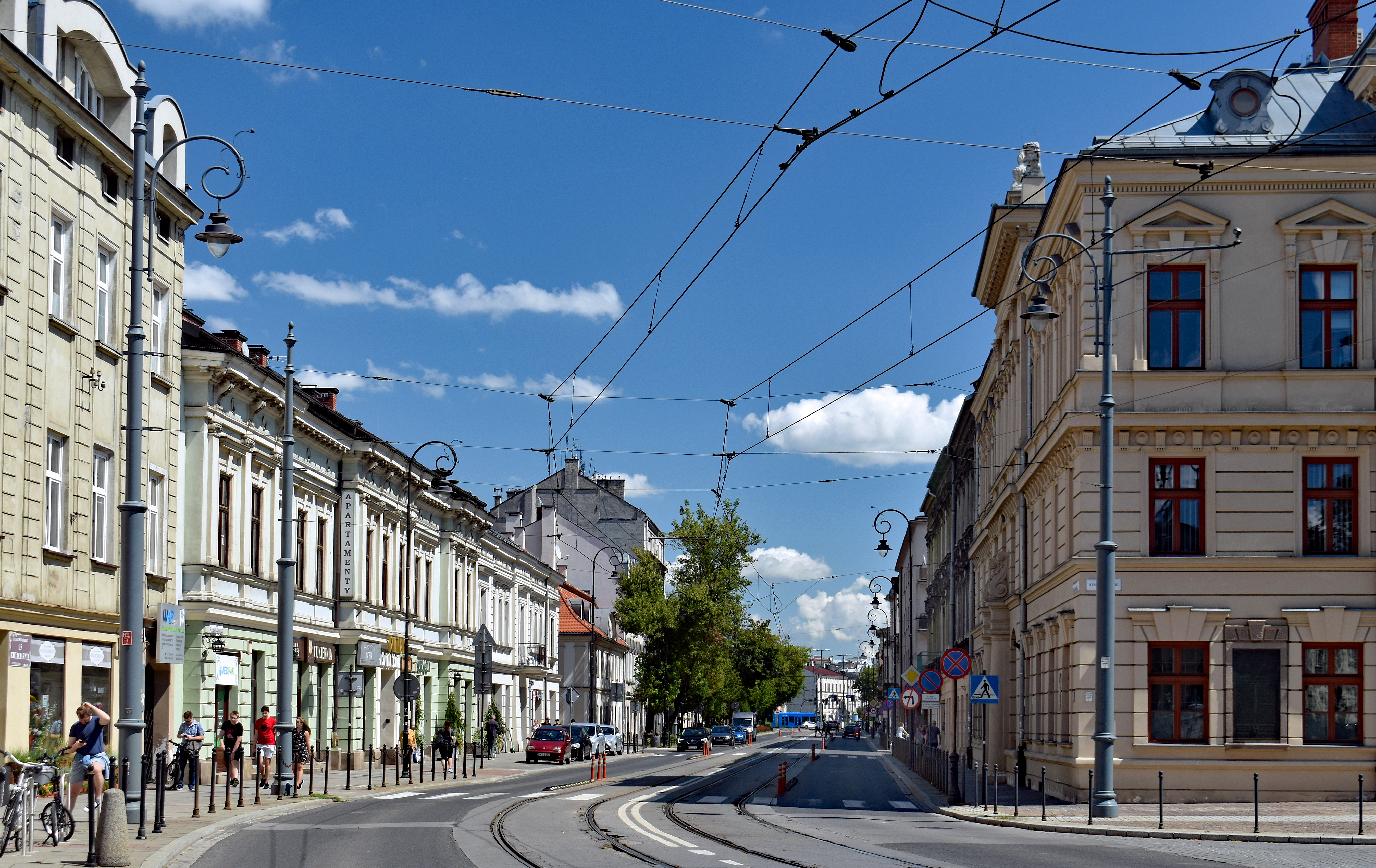
Widok na wschód z Rynku Podgórskiego. Prawa strona numery parzyste.
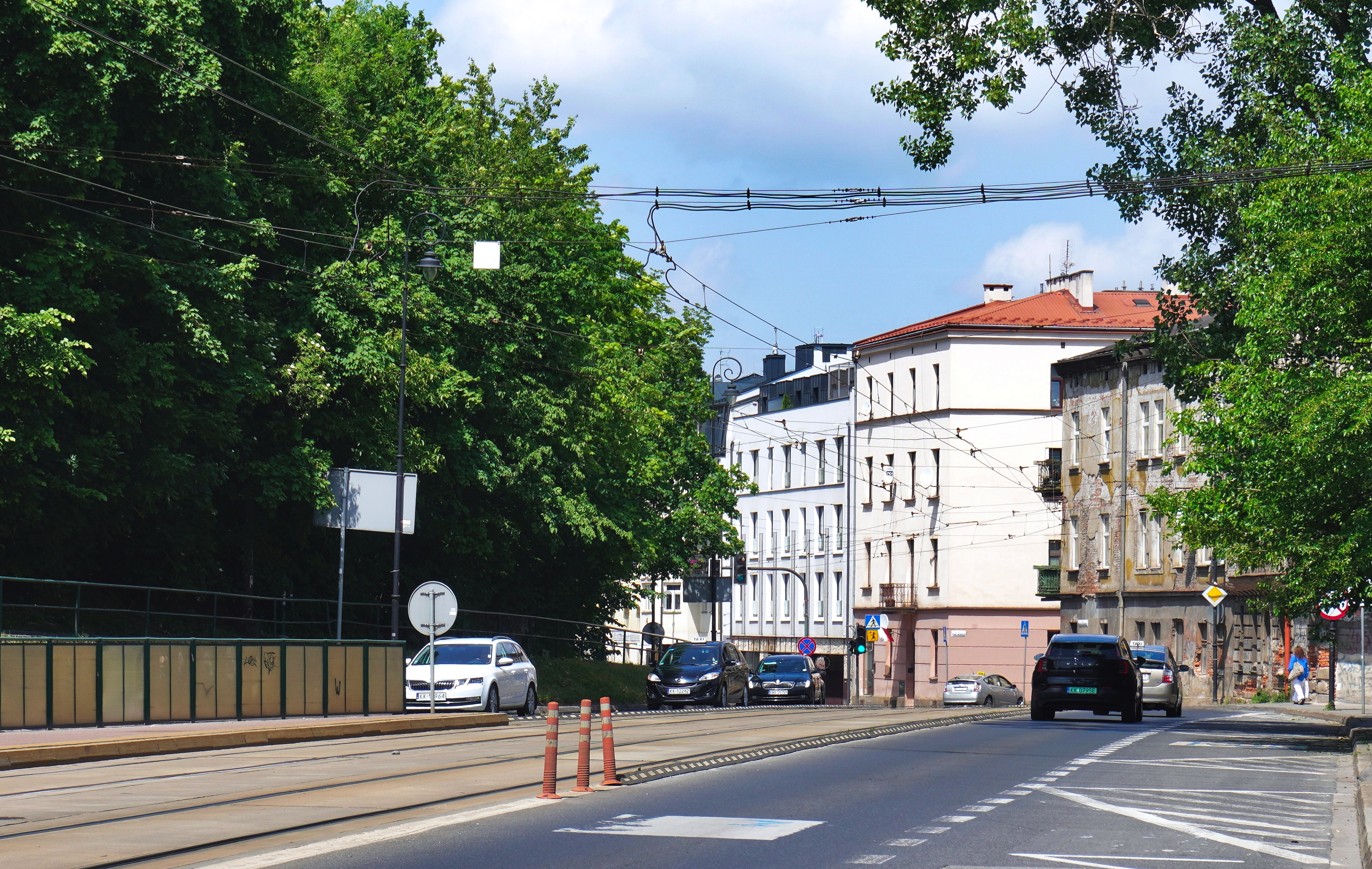
Widok od skrzyżowania z ul. Wielicką na północny zachód.
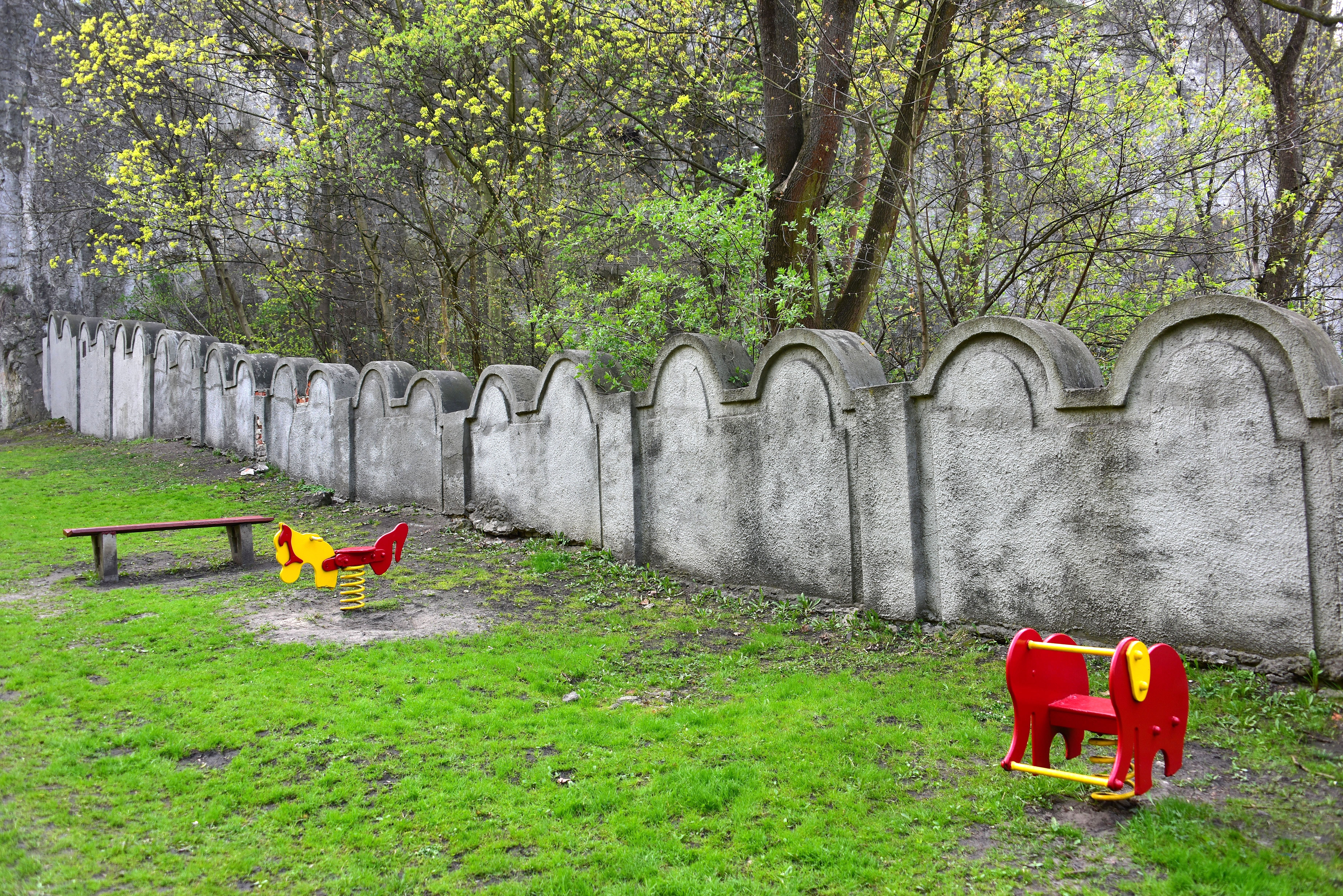
Fragment murów getta, ul. Limanowskiego 62.
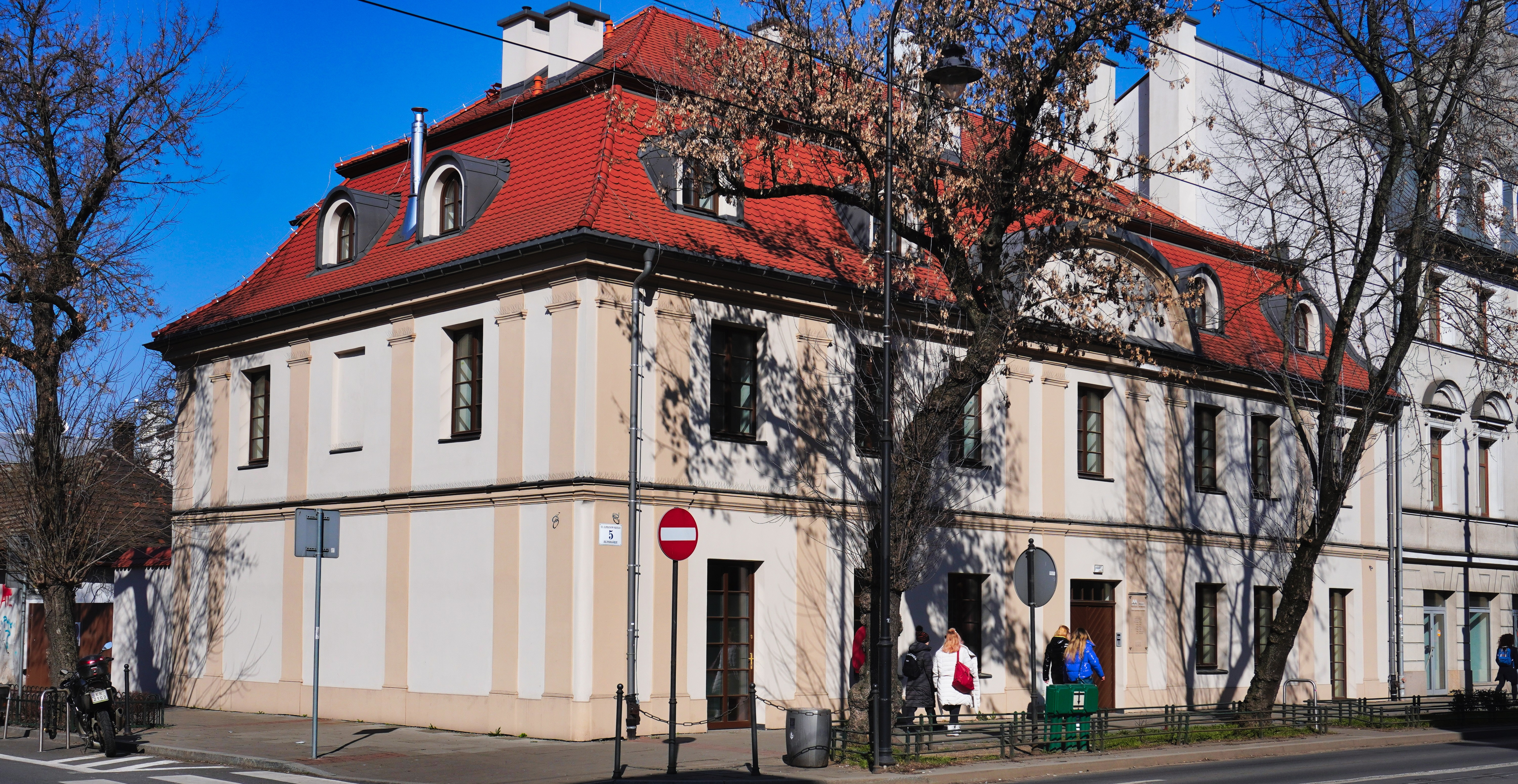
ul. Limanowskiego 5 Dom „Pod Kotwicą”
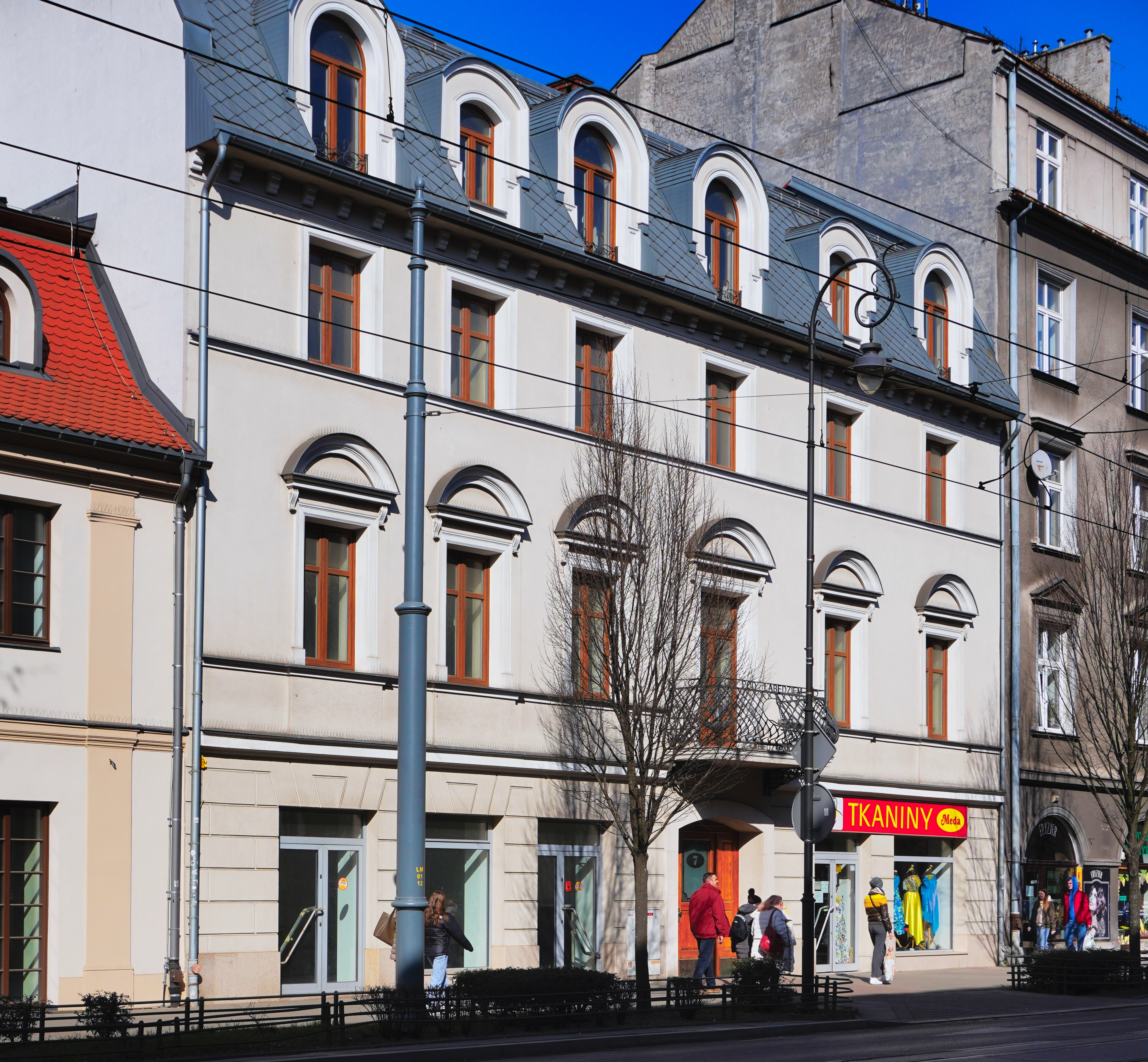
ul. Limanowskiego 7 Kamienica (ok. 1880)
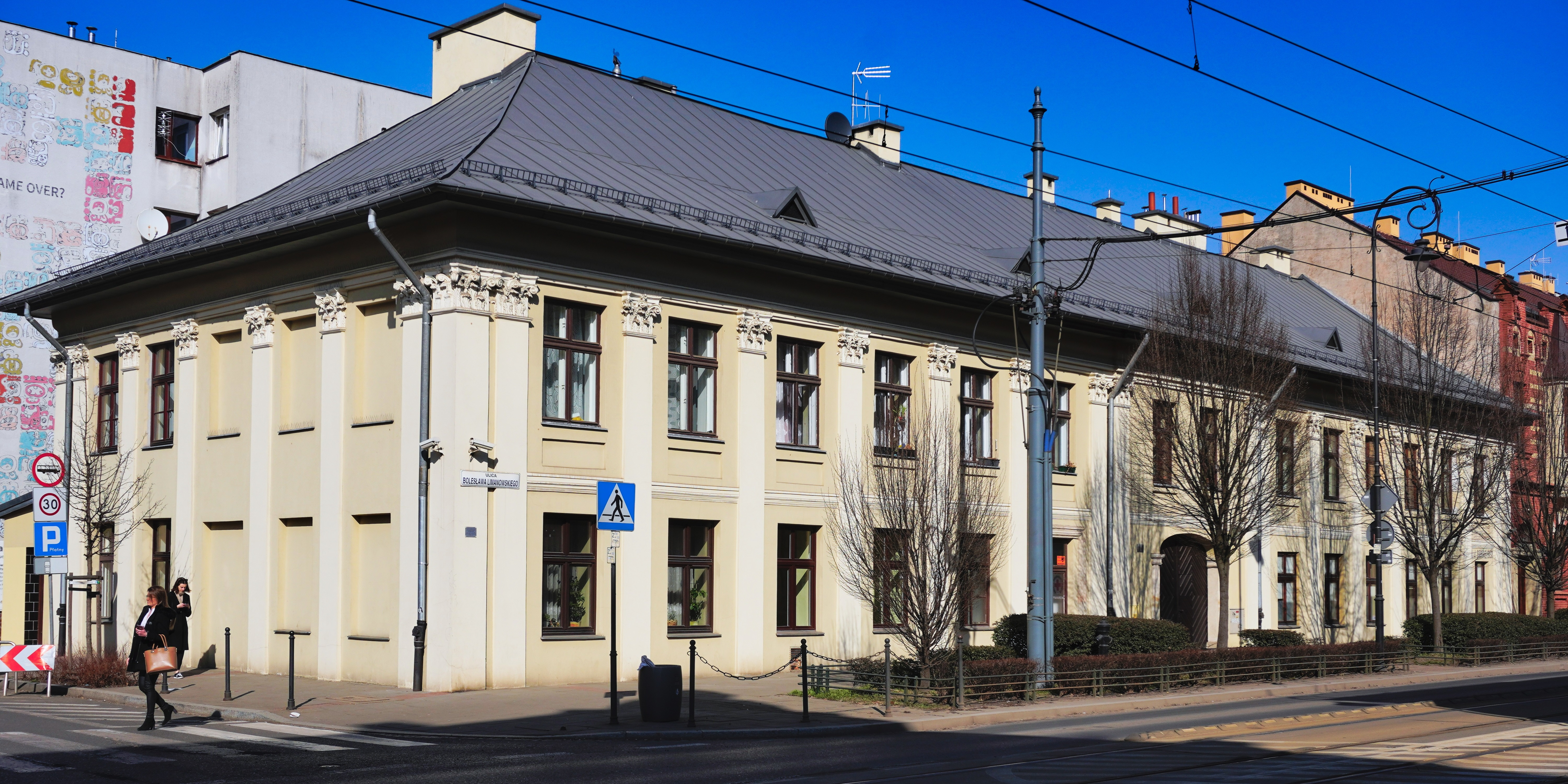
ul. Limanowskiego 13 Kamienica
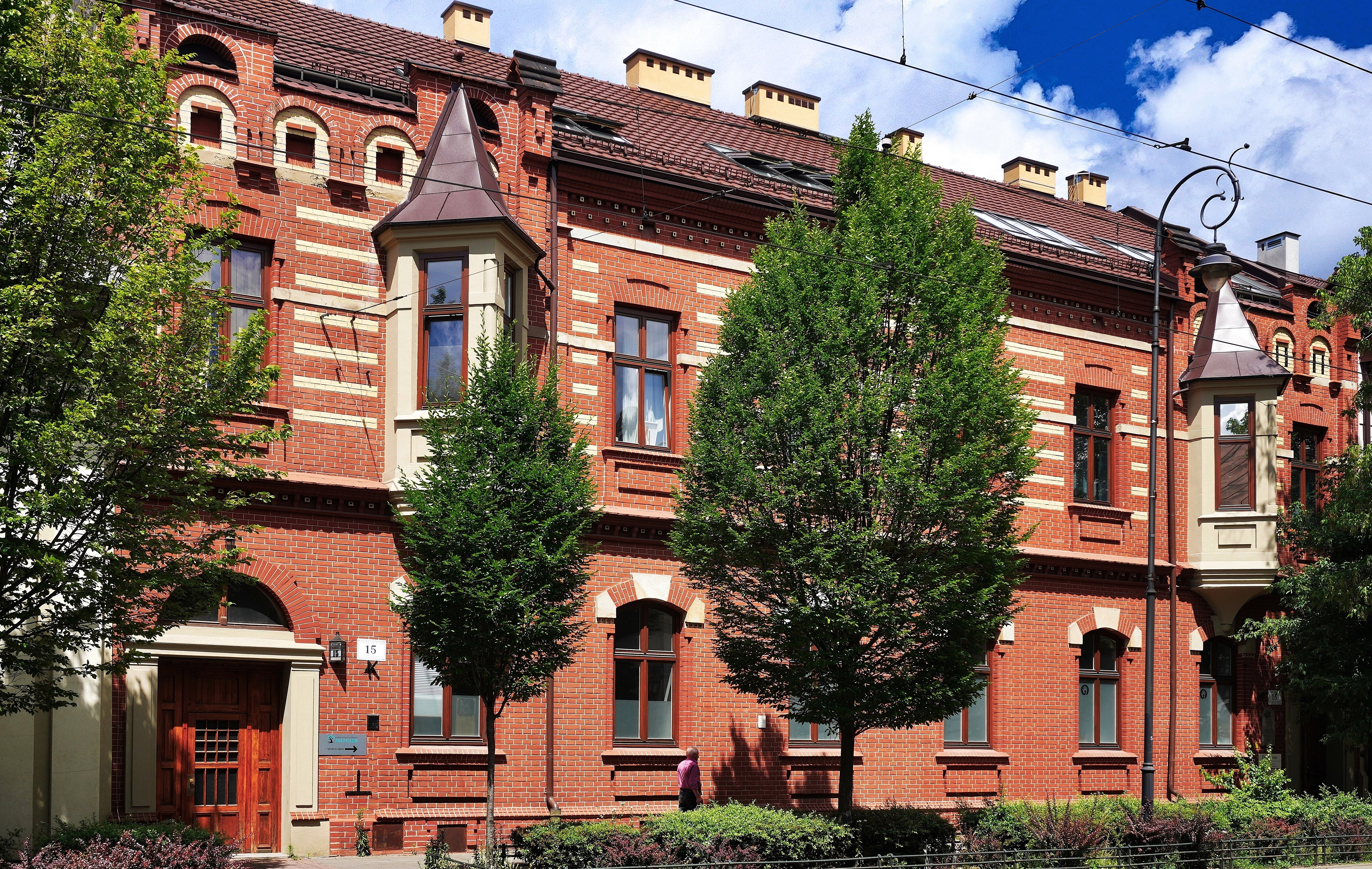
ul. Limanowskiego 15 Kamienica (dom bliźniak) (proj. Jan Meyer, 1901)
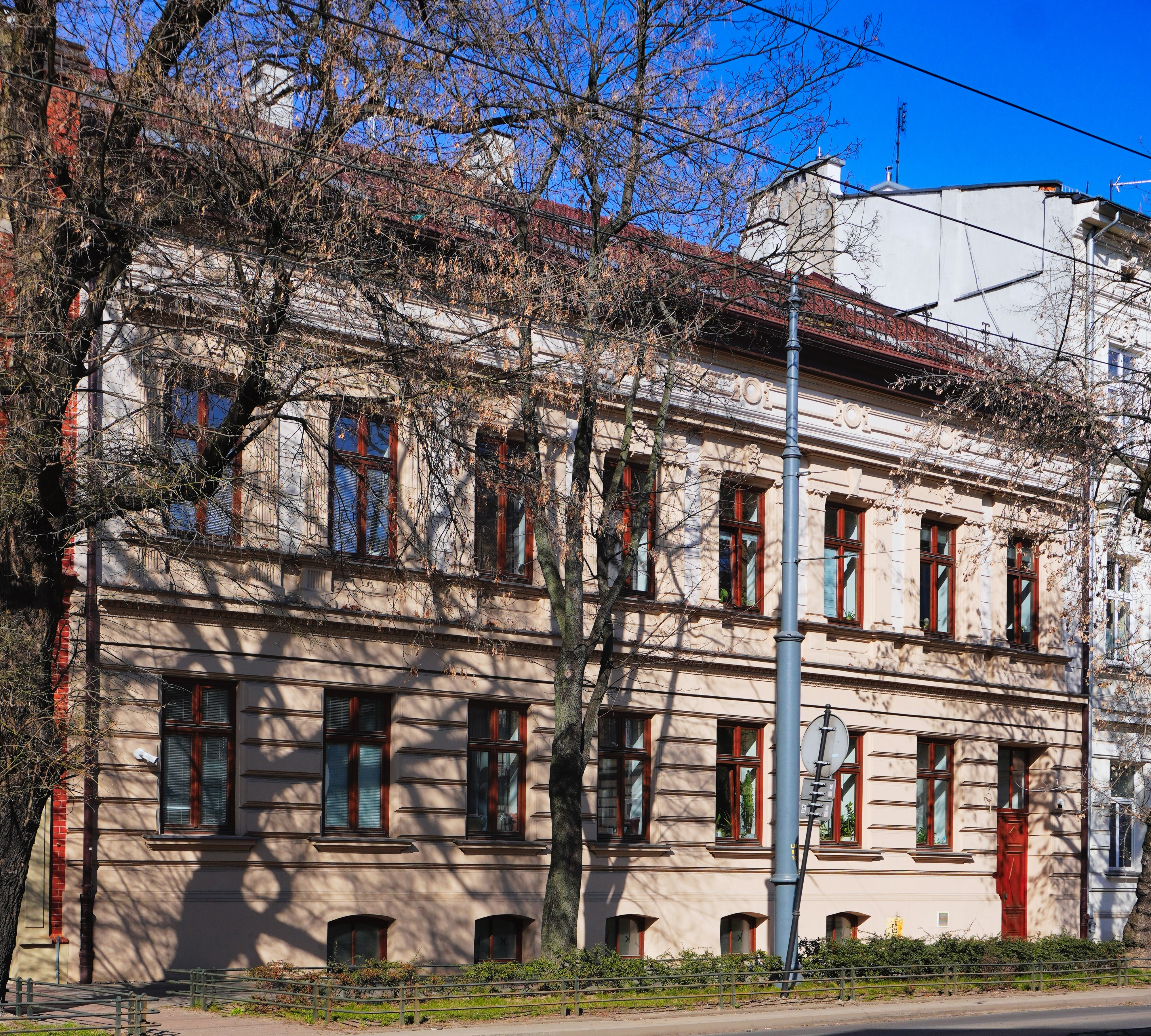
ul. Limanowskiego 17 Kamienica (1888)
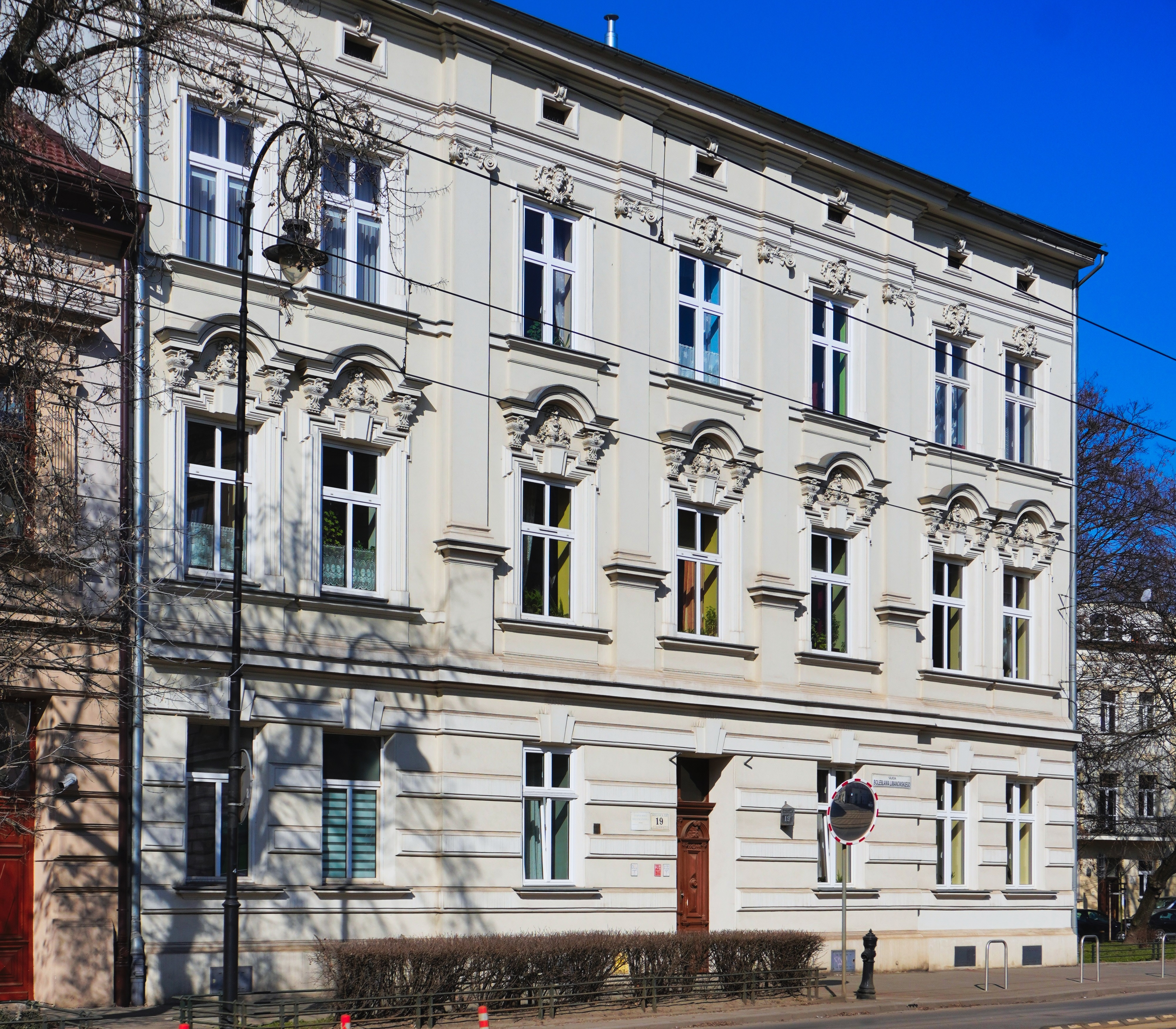
ul. Limanowskiego 19 Kamienica (1890)
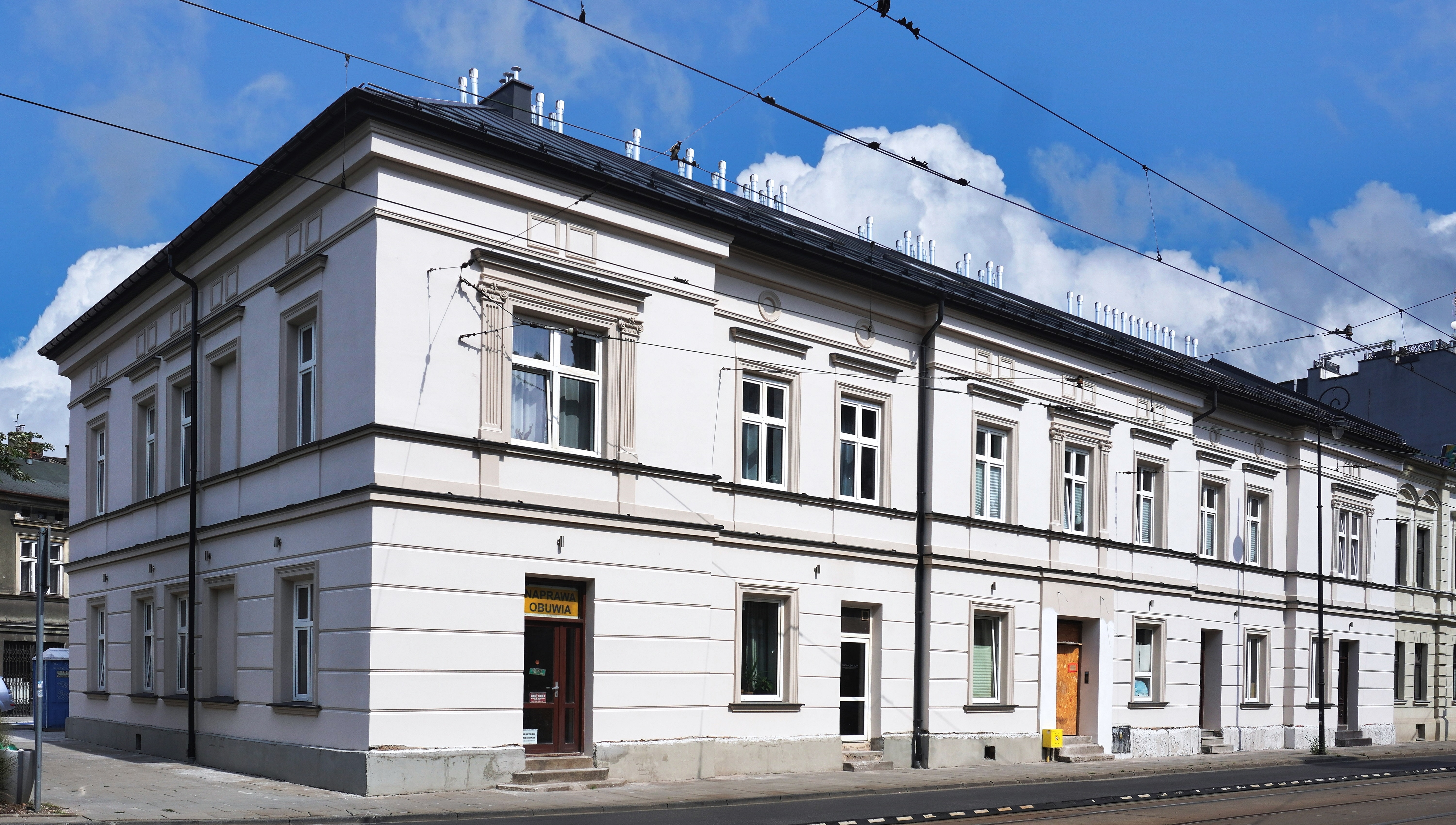
ul. Limanowskiego 25 Kamienica (ok. 1880)
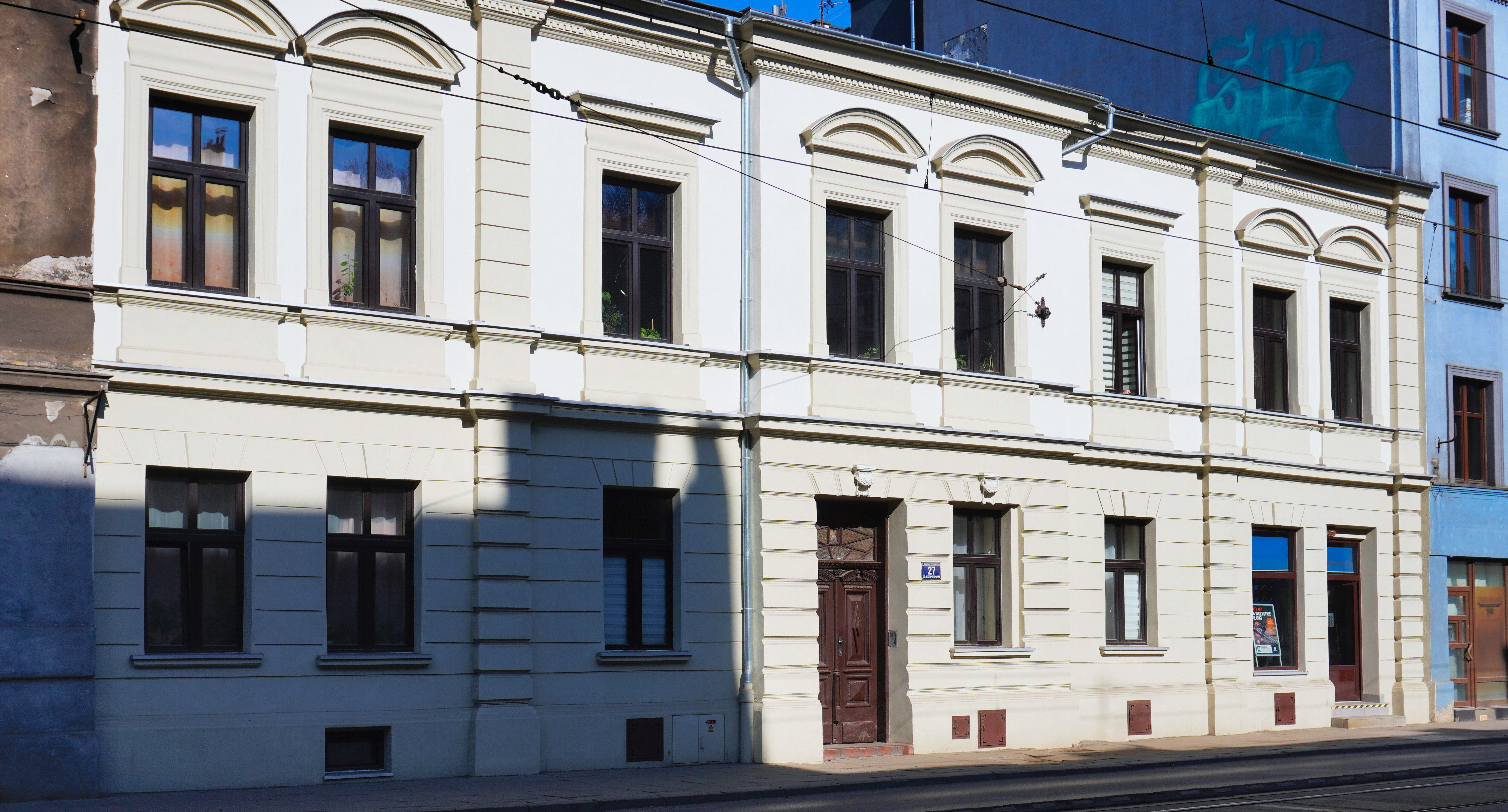
ul. Limanowskiego 27 Kamienica (ok. 1890)
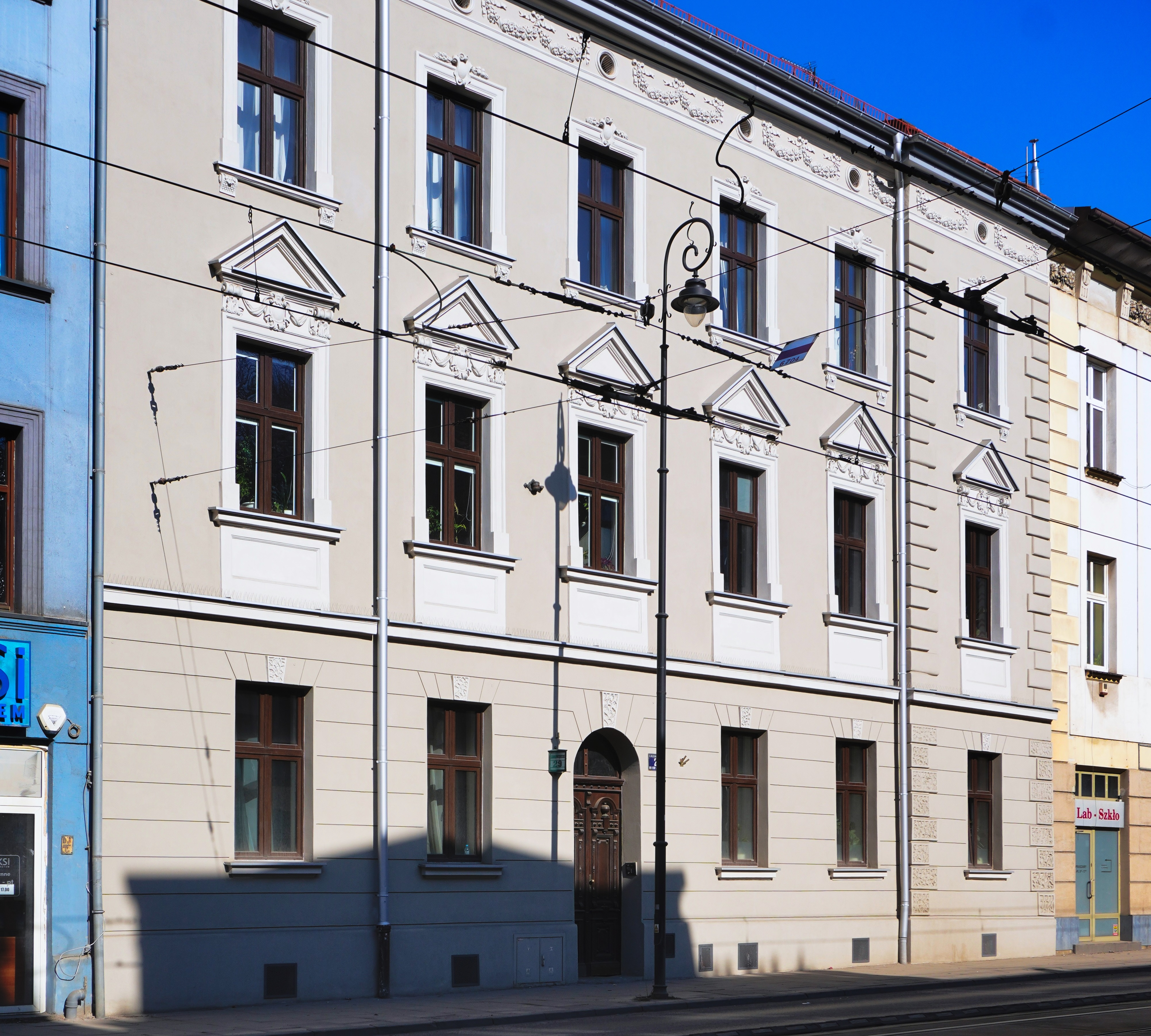
ul. Limanowskiego 29 Kamienica (1896–1898)
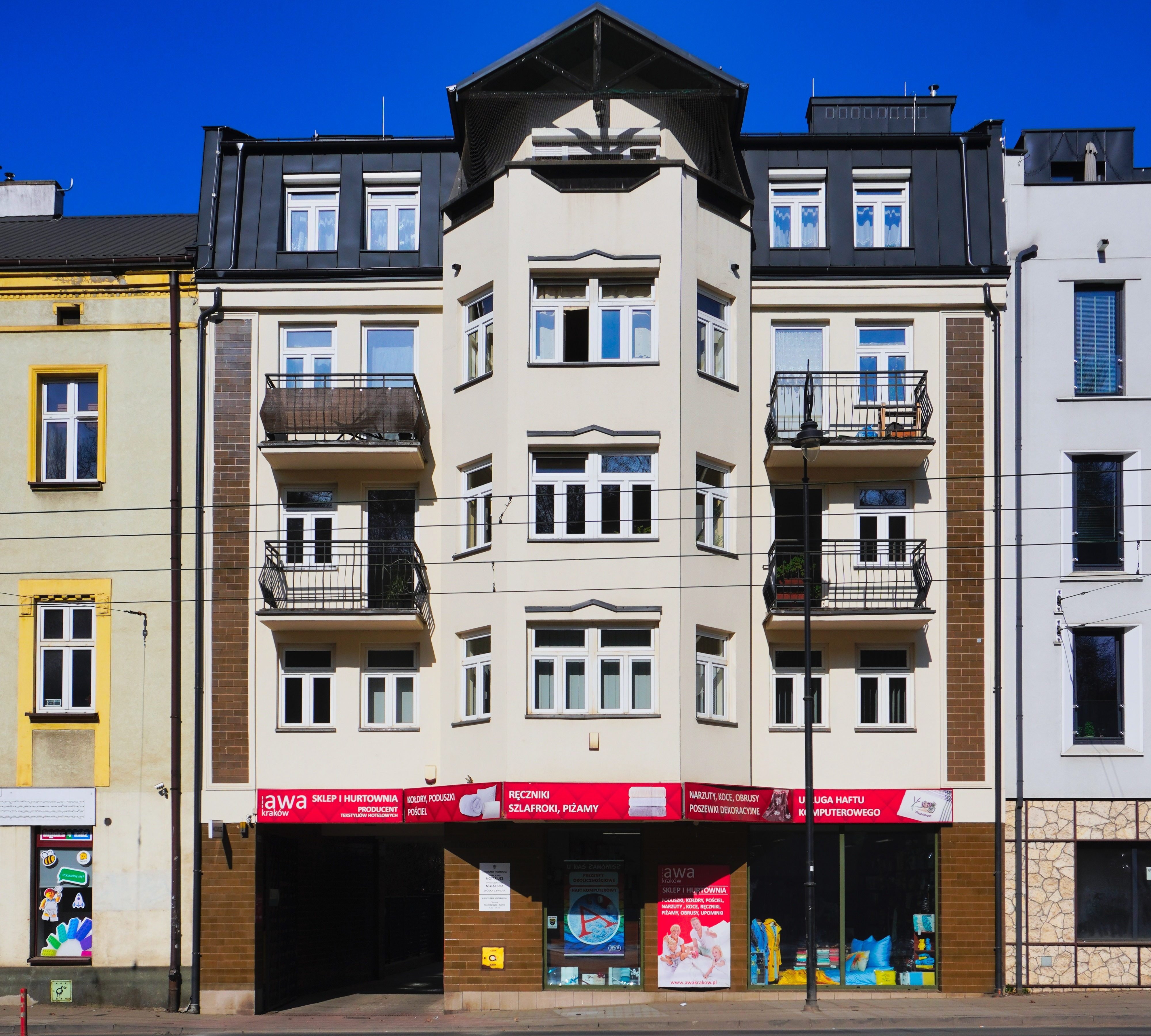
ul. Limanowskiego 35 Kamienica
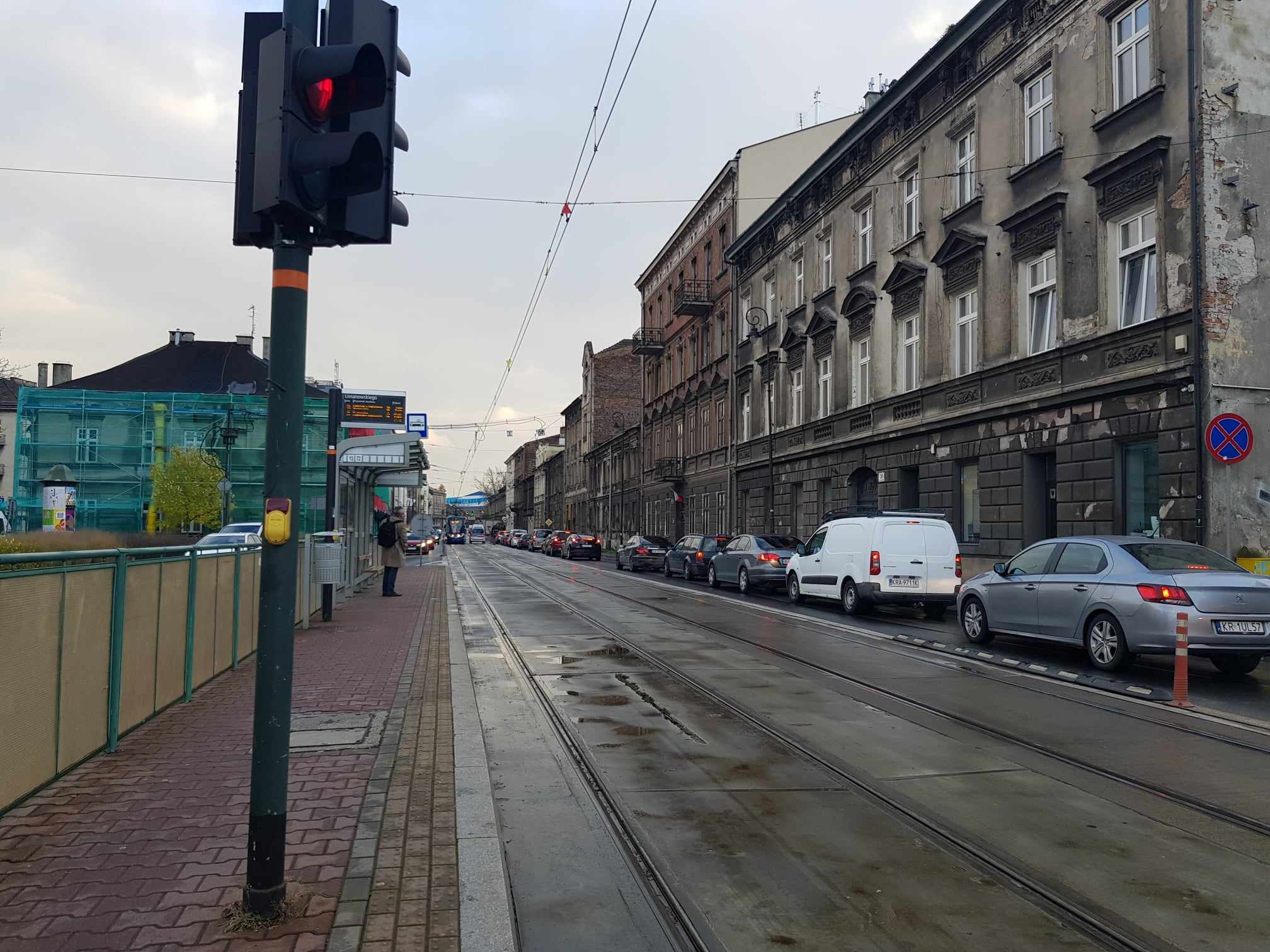
Widok od skrzyżowania z ulicą Na Zjeździe